# Wenceslao Bruciaga
Wenceslao Bruciaga (Torreón, 1977) es un escritor, periodista y cronista mexicano. Su obra literaria se centra en la exploración de la subcultura gay underground de ciudades estadounidenses como San Francisco y Nueva York, así como de Ciudad de México.
En su faceta de columnista, ha coloborado con medios como Milenio, las ediciones locales de Vice y Time Out, y Día Siete. Además ha entrevistado a artistas como Henry Rollins, John Lydon y Courtney Love.

## Carrera literaria

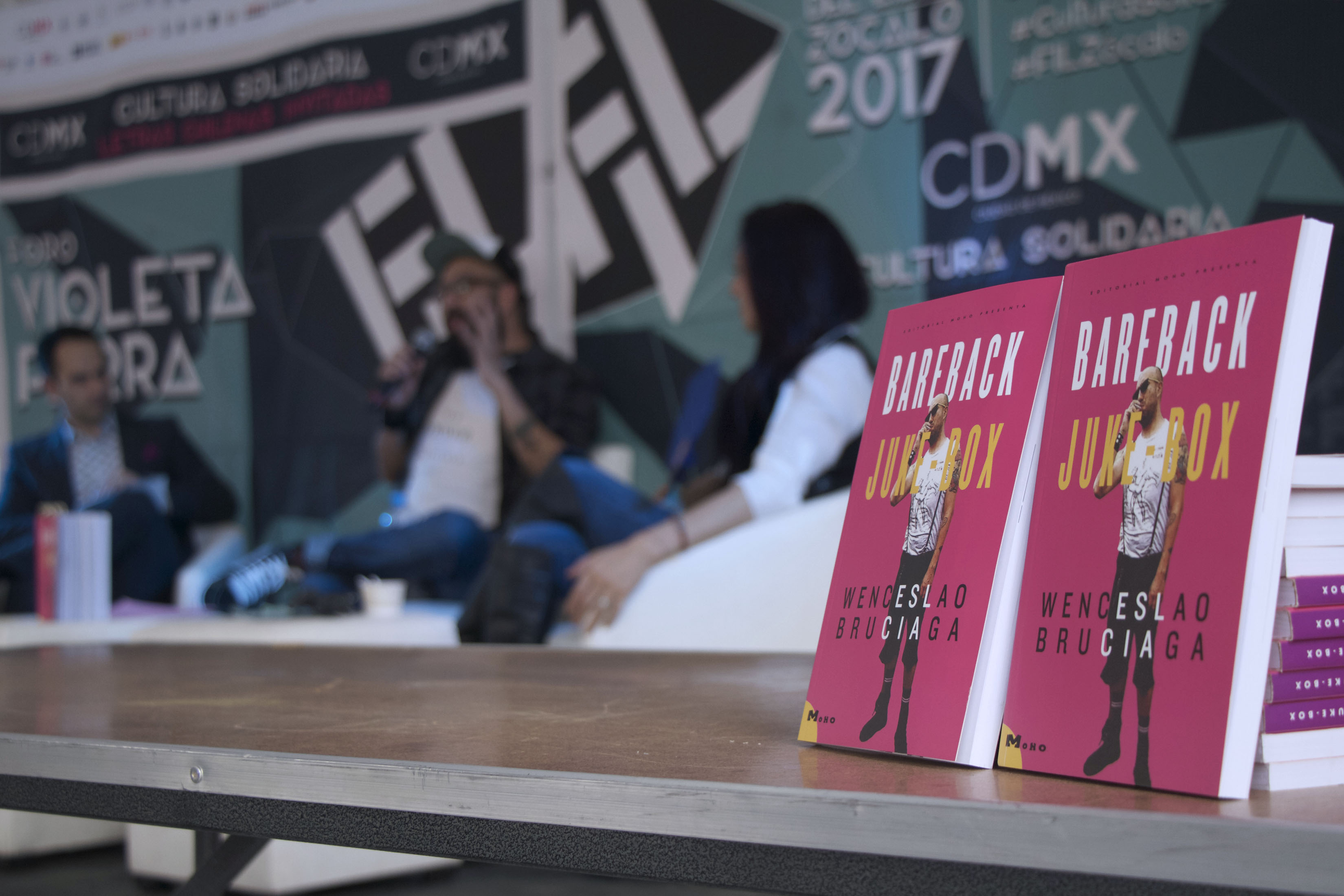
Wenceslao Bruciaga en 2017 durante la presentación de la novela Bareback Jukebox.

Su primera obra fue el libro de cuentos Tu lagunero no vuelve más, publicado en 2000 por la editorial Moho. A este le siguió la novela Funerales de hombres raros (2012), que ganó una convocatoria literaria del Ayuntamiento de Torreón. La obra explora la vida de un grupo de amigos homosexuales y los efectos del suicidio de uno de ellos, así como un viaje del protagonista para ir al funeral de su abuela.
En 2016 publicó el libro de crónicas y artículos de opinión Un amigo para la orgía del fin del mundo, en que criticó algunos aspectos del activismo LGBT, entre ellos lo que calificó de «comercialización» de las marchas del orgullo LGBT, así como de la lucha por la legalización del matrimonio igualitario, que Bruciaga calificó como institución conservadora y réplica del modelo de familias heterosexuales.
Su siguiente obra fue la novela Bareback Jukebox (2017), donde sigue a un joven gay promiscuo conocido como Hip a través de sus encuentros sexuales y su intento por contagiarse de VIH.
En 2022 publicó de la mano de la editorial Sexto Piso la novela Pornografía para piromaníacos, donde cuenta la historia de tres actores de pornografía gay en San Francisco cuyas vidas se ven trastocadas por una epidemia de suicidios entre los actores pornográficos de la misma industria.

## Vida personal
Bruciaga es abiertamente homosexual. Desde 2006 escribe una columna en el diario Milenio en las que explora la comunidad gay mexicana, sus experiencias al ser una persona viviendo con VIH y sus gustos musicales. Su novio es originario de la ciudad de San Francisco.

## Obras
- Tu lagunero no vuelve más (2000), cuentos
- Funerales de hombres raros (2012), novela
- Un amigo para la orgía del fin del mundo (2016), no ficción
- Bareback Jukebox (2017), novela
- Pornografía para piromaniácos (2022), novela